# Green European Foundation

Logo der GEF

Die Green European Foundation (GEF) ist eine europäische politische Stiftung, die vom Europäischen Parlament finanziert wird. Die Stiftung ist mit der Europäischen Grünen Partei eng verbunden. Sie setzt jedoch eigene inhaltliche Schwerpunkte.
Sitz der GEF ist Luxemburg-Stadt. Ein Büro befindet sich in Brüssel. Die Organisation versucht, möglichst viele Menschen in Europa zu erreichen. Im Jahre 2011 hat die GEF 41 Veranstaltungen in 32 verschiedenen Städten in fast allen europäischen Ländern organisiert.

## Mission
2008 wurde die Vorläuferinstitution Green European Institut gegründet. Nach dem Vorbild nationaler grünen Stiftungen und Bildungseinrichtungen sieht die GEF es als ihre Aufgabe, europäischen Bürgern zu ermöglichen, an europäischen politischen Diskussionen teilzuhaben. Die GEF will dadurch das Entstehen einer gesamteuropäischen politischen Öffentlichkeit sowie einer partizipativen europäischen Demokratie fördern. Die GEF organisiert politische Debatten und politische Bildung zu Kernthemen Grüner Politik in Europa und funktioniert als europäisches Netzwerk nationaler grüner Stiftungen.

## Struktur
Drei Gruppen von Akteuren senden Delegierte für die GEF-Generalversammlung, die zweimal pro Jahr zusammenkommt, um den Vorstand der GEF zu wählen:
- nationale Grüne politische Stiftungen aus ganz Europa
- die Europäische Grüne Partei
- die Grüne Fraktion im Europäischen Parlament.

Die Green European Foundation besitzt Vollmitglieder und assoziierte Mitglieder. Die folgende Liste ist möglicherweise teilweise veraltet. 

### Vollmitglieder
- Heinrich-Böll-Stiftung[2]
- Freda – die Grüne Zukunftsakademie
- Fondazione Alexander Langer Stiftung[3]
- Stichting Wetenschappelijk Bureau GroenLinks[4]
- Cogito[5]
- EcoPolis[6]
- Etopia (Wallonien)[7]
- Fondation de l'Ecologie Politique[8]
- Fundacion EQUO[9]
- Green Economics Institute[10]
- Green Foundation Ireland[11]
- Gréng Steftung[12]
- Nous Horitzons (Katalonien)[13]
- Oikos (Flandern)[14]
- Visio[15]

### Assoziierte Mitglieder
- Federation of Young European Greens[16]
- Greek Green Institute[17]
- Yeşil Düşünce Derneği[18]
- Insamlingsstiftelsen Green Forum[19]
- Institute for Political Ecology[20]
- Fundacja Strefa Zieleni[21]